# Holt Peak
Holt Peak ist ein 850 m hoher Gipfel im westantarktischen Ellsworthland. Er ragt am nordöstlichen Ende der Meyer Hills in der Heritage Range des Ellsworthgebirges auf.
Der United States Geological Survey kartierte ihn anhand von Vermessungen des Ellsworthgebirges und Luftaufnahmen der United States Navy in den Jahren von 1961 bis 1966. Das Advisory Committee on Antarctic Names benannte ihn 1966 nach William C. Holt, der im Rahmen des United States Antarctic Research Program 1961 als Polarlichtforscher auf der Ellsworth-Station tätig war.